# Portorož
Portoróž ()  (italijansko Portorose) je urbanizirano obmorsko naselje v Slovenski Istri, z malo manj kot 3000 stalnimi prebivalci. 
Portorož se nahaja na severni obali Piranskega zaliva v občini Piran in je pomembno turistično, kopališko in zdraviliško središče, s številnimi nastanitvenimi kapacitetami v hotelih in penzionih. Naselje je na območju, kjer avtohtono živijo pripadniki italijanske narodne skupnosti in kjer je poleg slovenščine uradni jezik tudi italijanščina.
Ime naselja se izgovarja Portoróž, torej je pravilen naglas na zadnjem zlogu. Prebivalci se imenujejo Portorožáni in Portorožánke; pridevnik je portoróški.

## Lega in opis naselja
Naselje se je razvilo v zavetrni legi pod flišnim grebenom, s pristaniščem, ki je zavarovano pred burjo. Portorož se nahaja med Piranom na severozahodu, Strunjanom na severovzhodu ter na vzhodni strani sega do spodnjega dela kanala Fazan v Luciji (bližnja Marina Portorož, na območju nekdanjih lucijskih solin, se dejansko nahaja v Luciji). Portorož poleg osrednjega hotelskega dela v zalivu vključuje ob obali proti Piranu Fizine/Fisine z nekdanjima skladiščema soli Monfort in Grande ter turistično naselje Bernardin ob zahodnem delu Portoroškega zaliva, vse do Fornač v Piranu. Najvišja predela Portoroža sta Beli križ/Croce Bianca z RTV oddajnikom in Šentjane na grebenu polotoka. Na severni obali polotoka, ob Strunjanskem zalivu, sta še zaselka Fiesa in Pacug, medtem ko zaselek Arze spada pod Piran. Celotno naselje je izrazito urbanizirano, s sosednjima Lucijo in Piranom pa se spaja v somestje, dejansko so meje med naselji zabrisane in nejasne.

Portorož je izrazito turistični kraj s termalnim zdraviliščem, hoteli, marino, v bližini pa so Sečoveljske soline in manjše mednarodno letališče (IATA: POW, ICAO: LJPZ). V Portorožu delujejo Srednja pomorska šola Portorož (sedaj Gimnazija, elektro in pomorska šola Piran), Fakulteta za pomorstvo in promet Univerze v Ljubljani ter od leta 1995 Fakulteta za turistične študije Portorož - Turistica. V Portorožu je imelo svoj sedež ladjarsko podjetje Splošna plovba Piran. Portorož je tudi pomembno kongresno središče, prizorišče številnih prireditev nacionalnega in mednarodnega značaja.

## Kratka zgodovina Istre
V drugi polovici 8. stoletja je Istra prešla izpod bizantinske pod frankovsko oblast. Leta 840 je bila priključena k Italskemu kraljestvu, leta 952 kot del Furlanske marke vključena v Nemško cesarstvo, po letu 1209 je imel položaj istrskega mejnega grofa oglejski patriarh. Že od sedemdesetih let 9. stoletja so istrska mesta občasno občutila vpliv Benetk, vendar so se kljub temu, vključno s Piranom, še samostojno razvijala in oblikovala lastno upravo in zakonodajo. Piran je leta 1283 moral sprejeti oblast Benetk, ki je trajala vse do propada republike leta 1797. 
Po propadu je Portorož skupaj s Piranom za kratek čas spadal pod Napoleonovo Francijo. Od leta 1797 do leta 1813 so si Francozi in Avstrijci podajali celotno ozemlje Istre.
Po Napoleonovem porazu v Rusiji in pri Waterloo-ju je Portorož po določbah Dunajskega kongresa ostal pod avstrijsko nadoblastjo. Portorož je odtlej spadal pod Avstrijsko primorje, deželo Istro. Z razpadom Avstro-ogrske monarhije ob koncu prve svetovne vojne leta 1918 in po podpisu mirovne pogodbe v Rapallu novembra 1920 je bila celotna Istra v okviru kraljevine Italije, vse do njene kapitulacije leta 1943. Do konca druge svetovne vojne je bila del okupacijske operativne cone Jadransko primorje (Adriatisches Küstenland) Wermachta, vojaških enot Tretjega rajha. Po vojni, med letoma 1945 in 1954, je bila severna Istra del cone B Svobodnega tržaškega ozemlja.
Angloameričani so upravljali njegov severni del (cono A), ki je obsegala Trst z okolico in železniško progo Trst-Gorica. Cona B, ki je obsegala severni del Istre do reke Mirne, je bila pod jugoslovansko vojaško upravo. Z londonskim memorandumom iz leta 1954 je STO prenehalo obstajati, cona B pa je bila priključena Jugoslaviji. Dokončno je bila meja med Italijo in Jugoslavijo potrjena z osimskim sporazumom, ki sta ga podpisali Socialistična federativna republika Jugoslavija in Republika Italija 10. novembra 1975 v italijanskem mestu Osimo.

## Zgodovina Portoroža
Prva naselja ob istrski obali so nastala veliko pred prihodom Rimljanov, saj so imela zametke vsaj v grških, če ne starejših naselbinah. Zametke obalnih mest Pulja, Novigrada, Kopra in Pirana tako poznavalci uvrščajo v prvo tisočletje pred našim štetjem. Ko pa je na Jadranu zagospodaril Rim, so kolonisti iz Aquileie v Istri poselili predvsem že obstoječa naselja. Ponekod so še vidni ostanki rimskih pristanišč, stavb, tlakov, vodovodov, stanovanjskih stavb, obrtnih delavnic, tako ob obali kot v notranjosti, naj od njih omenimo samo ostanke manjšega pristanišča in ribogojnice v morju pri skladišču soli Monfort, na Fizinah. Arheološke najdbe na malo širšem območju Portoroža govorijo o živahni trgovinski menjavi, o bogatih in številnih posestvih, imenovanih »vile rustike« (villae rusticae), ki so ležale na zavetnih območjih in blizu pitne vode.
Po prehodu Istre pod bizantinsko oblast je Istra zaradi napadov Langobardov in kasneje Obrov in Slovanov v političnem in kulturnem smislu razpadla. Šele Franki, ki so v Istri zavladali v drugi polovici 8. stoletja, so pričeli uveljavljati fevdalni družbeni red. Frankovski vojvoda Johannes je na nenaseljena in zapuščena območja Istrskega zaledja pošiljal slovanske naseljence, ki so poselili tudi okolico obalnih mest.  
Iz nekaterih zgodovinskih virov je izpričano, da naj bi se leta 1202 prav v zaliv sv. Lovrenca (ob katerem leži današnji Portorož), zateklo ladjevje beneškega doža Enrica Dandola in leta 1380 ladjevje admirala Carla Zena. Območje današnjega Portoroža je bilo tedaj že poseljeno. Med prišleki so bili tudi redovniki, med prvimi so bili benediktinci. 
Samostan sv. Lovrenca naj bi postavili na mestu starega rimskega objekta, na priobalnem griču, kjer danes na Vesni stoji hotel Metropol.
Po cerkvi sv. Marije Rožnovenske (Madonna delle Rose, Sancta Maria Roxe, Maria delle Rose) iz 13. stoletja, so leta 1251 portoroški zaliv (ne naselje) poimenovali »Portus Sanctae Mariae de Rosae«. Koprski škof Paolo Naldini jo omenja v svojem delu »Cerkveni krajepis« (1700) kot največjo, najbolj ljubko in pozornosti vredno. O njej je znano, da je bila koncem 18. stoletja zapuščena, od tedaj pa so izginile vse sledi, spomin nanjo ohranja le ime Portoroža. 
Na območju današnjega Bernardina je frančiškanski red manjših bratov oz. sv. Janez Kapistran s podporo pirančanov zgradil samostan s cerkvijo sv. Bernardina, posvečen sv. Bernardinu Sienskemu. V drugi polovici preteklega stoletja so na tem kraju zgradili hotelski kompleks, od samostanske cerkve je danes ohranjen le zvonik in del prezbiterija.     

### Gospodarstvo v preteklosti
Najstarejša vira preživljanja v preteklosti sta bila zagotovo solinarstvo in ribolov, ki ju že v 13. stoletju omenjajo kot dobro organizirano gospodarsko dejavnost. Soline v bližnji Luciji so bile sprva piranska občinska last, kasneje pa jih je občina dala v zakup piranskim meščanom.

## Razvoj kraja in regije
Na razvoj kraja in regije sta zagotovo odločilno vplivala ugodna geografska lega in milo submediteransko podnebje, ki sta na obale Piranskega zaliva privabljala naseljence in obiskovalce že pred moderno dobo. Portorož je namreč s svojo lego na severni obali Piranskega zaliva zaščiten pred severnimi vetrovi, pomembna pa sta tudi lapornata tla in relativno plitvo ter lahko dostopno morje.
Kot zdraviliški kraj je bil Portorož lokalno znan že v 13. stoletju. Tedaj so benediktinci iz samostana sv. Lovrenca (italijansko: San Lorenzo) že zdravili nekatere bolezni s pomočjo morske vode in blata iz bližnjih solin (fango obloge). Zdravili so zlasti revmatike, kot je zapisal novigrajski škof Tomasini v 17. stoletju, so ti »z blatom mazali bolne dele telesa, se sončili in se kopali v solinski vodi«.
Pred pojavom turizma je bilo tu razvito ribištvo ter poljedelstvo s pridelavo vrtnin, oljkarstvo in vinogradništvo. Območje današnjega Portoroža je bilo le redko poseljeno. Bližnji Piran, ki je bil stoletja pod beneško vladavino, se je razvijal predvsem zaradi dragocene soli iz solin v Luciji (na področju sedanje marine), Strunjanu in v Sečovljah, pozneje pa sta se razvila tudi trgovina in nekaj industrije. Poleg solinarstva in ribištva je bila pomembnejša gospodarska dejavnost ladjedelništvo, največja ladjedelnica je bila na Bernardinu (kasneje preseljena v Izolo). V bližini ladjedelnice, na Fornačah, pred Piranom, je delovala tudi tovarna Salvetti, ki je najprej proizvajala kemične proizvode in steklo, kasneje pa milo. V Fiesi je obratovala opekarna. Razvoju turizma v začetku 19. stoletja je pripomogla okrevanju avstro-ogrskih častnikov namenjena vila San Lorenzo. Turizem je dal Portorožu z okolico (Beli križ, Fiesa, Sečovlje, Strunjan in Bernardin) nov gospodarski zagon, saj je zagotavljal nova delovna mesta, prodajo kmetijskih proizvodov in razvoj številnih dejavnosti (gradbeništvo, prevozništvo, vodniška služba, zdraviliške storitve).
Čeprav je Portorož za časa Avstro-Ogrske s svojo ponudbo zaostajal za že dobro uveljavljenimi obmorskimi turističnimi središči, kot so bili Gradež, Opatija in Mali Lošinj, je v novo letovišče iz leta v leto prihajalo več domačih in tujih gostov, s čimer se je krepila tudi njegova širša prepoznavnost.

## Turizem do prve svetovne vojne
Prvi poskusi razvoja turizma v Portorožu segajo v leto 1865, ko je švicarski trgovec Josef Stölker, lastnik vile San Lorenzo (zgrajene po načrtih tržaškega arhitekta Giovannija Righettija), le-to ponujal v najem ali prodajo. Pri vili sredi čudovitega parka na majhni vzpetini tik ob morju (na mestu današnjega hotela Metropol in igralnice) je poudarjal njeno primernost za razvoj kopališke ponudbe ter možnost namestitve do 200 ljudi. Približno v tem času je najverjetneje nastal tudi projekt inženirja Lorenza Furiana za postavitev kopališča s 40 kabinami in paviljonom za plavanje tik pod vilo San Lorenzo, ki bi bila s kopališčem povezana s stopniščem in nadhodom čez cesto, a je projekt ostal le na papirju. Podobno usodo je doživel tudi Righettijev načrt iz leta 1878, ki je predvideval postavitev desetih bungalovov, razpršenih po parku okoli vile San Lorenzo. Ne glede na neuresničene načrte podjetnih posameznikov se je začelo življenje v Portorožu korenito spreminjati. V prej redko naseljenem zalivu so pričele rasti počitniške vile in hiše lastnikov, ki so spoznali zdravilno morsko klimo in naraščajočo priljubljenost morske obale. 
Za uradni začetek portoroškega turizma velja leta 1885, ko so na pobudo piranskega zdravnika Giovannija Lugnianija del kemične tovarne preuredili v poskusno zdravilišče z desetimi gostinskimi sobami in desetimi kadmi za zdravljenje. Ta zdravnik je leta 1879 s pomočjo oblog iz solinskega blata in pitjem slanice pričel zdraviti revmatske in druge bolezni. Od leta 1885 do 1991 naj bi ozdravili 62 ljudi. Vest o uspelem zdravljenju se je razširila tudi v bolj oddaljene predele tedanje Avstro-Ogrske.
Leta 1890 skupina lokalnih veljakov, izobražencev, bančnikov in podjetnikov pripravila projekt za postavitev kopališča pri Piranu (Portorož), s katerim bi začeli gospodarsko izkoriščati naravne dobrine kraja. Zgradili naj bi hotel z 80 sobami in 120 ležišči, restavracijo, kavarno, kopališče za kopanje v slanici in plažo.
Leto dni pozneje, tj. 1891, so ustanovili delniško družbo Società stabilimento balneare di Pirano (Kopališče Piran), ki je dala zagon turističnemu razvoju Portoroža. Ta že leta 1908 od Righettijev kupila vilo San Lorenzo in jo spremenila v hotel »Allo Stabilimento Balneare« (kasneje preimenovan v Hotel Portorose). Hotel in kopališče, ki so ga zgradili, sta bila sicer manjša od načrtovanega, a pomembna za nadaljnji razvoj kraja. Prvemu hotelu se je kmalu pridružilo še nekaj manjših in skromnejših hotelov z le nekaj sobami. Julija 1895 je Portorož obiskal avstrijski minister za obrambo Krighammer, v spremstvu kontraadmirala Cassinija. Morda je prav ta obisk pripomogel, da je Cesarsko-kraljeva družba Belega Križa (Weissen Kreutz) leta 1897 tu odprla vojaško okrevališče za avstro-ogrske oficirje in s tem dodatno utrdila položaj Portoroža kot zdravilišča. Dne 25.06.1897 je bil Portorož s celotnim območjem med Bernardinom in Lucijo tudi uradno razglašen za klimatsko zdravilišče. Z zakonom je bila ustanovljena zdraviliška družba »Azienda di cura per il circondario di Porto Rose presso Pirano«. Zakon je dovoljeval zdravniški komisiji, ki je upravljala podjetje, tudi zaračunavanje turistične takse, s katero naj bi pokrivali stroške svoje dejavnosti. V Portorož so prihajali vse pomembnejši gostje. Poleti 1899 ga je obiskal tudi avstrijski prestolonaslednik Franc Ferdinand, ki je nato s svojo jahto Parenzo odplul v Poreč. Zaradi vse večje priljubljenosti Portoroža in bližine Trsta, ki je bil najpomembnejše tovorno in potniško pristanišče Avstro-Ogrske monarhije, so nastale prve ideje za postavitev hotela, namenjenega sprejemu najzahtevnejših gostov. Pobude za tak hotel pa niso bile vedno uspešne. Projekt Anglo-avstrijske banke za postavitev hotela na Bernardinu je propadel zaradi neustrezne lokacije in bližine tamkajšnje piranske ladjedelnice ter industrijske proizvodnje. Tudi projekta Carla de Perinella za postavitev hotela med vilo San Marco in vilo San Lorenzo ter Righettijev projekt za hotel zahodno od vile San Lorenzo nista naletela na ugoden odziv.
Minilo je celo desetletje, preden je bil leta 1910 odprt veličastni »Palace Cur Hotel«, sedanji Kempinski Palace Portorož, znan kot »stari Palace hotel«, ki je gostom ponujal blatne kopeli in bazen s slanico. Bil je eden izmed največjih na Jadranu, ter je še danes nekakšen zaščitni znak Portoroža. Zgraditi ga je dal lastnik graških pivovarn von Reininghaus. Načrte za novi hotel s tedanjimi 175 sobami, je naredil dunajski arhitekt Giovanni Eustacchio, zgradilo pa ga je tržaško gradbeno podjetje Bruna & Depaoli. Z novim prestižnim hotelom se je Portorož dokončno uveljavil kot eden najpomembnejših turističnih krajev na Jadranu in pričel loviti zaostanek za Opatijo. Do I. svetovne vojne so zgradili igralnico (1913). Gostom je bilo kmalu na voljo več kot dvajset hotelov in penzionov ter več kot petdeset zasebnih počitniških hiš. Poleg »Palace hotela« in vile San Lorenzo so bili večji hoteli še Riviera, Central, Adria, Helios in Virginia.
Prav tako je zdraviliške storitve ponujal tudi sanatorij dr. Pupini, ki je na konferencah in v strokovnih revijah, namenjenih zdravnikom, opisoval prednosti Portoroža kot zdravilišča. Število gostov je skokovito naraščalo in se po odprtju novega hotela podvojilo. Največ obiskovalcev je tedaj prihajalo z Dunaja in drugih dežel Avstrije in Madžarske, le malo pa iz Italije. Pričakovanih več kot 10.000 obiskovalcev v letu 1914 je preprečil izbruh I. svetovne vojne.

## Turizem med obema vojnama
V vojnem obdobju so hotele v turističnih krajih večinoma uporabljali kot bolnišnice in okrevališča za vojake in oficirje, zato o pravem turizmu ne moremo govoriti. Po koncu vojne je Istra z otoki prešla pod Italijo. Nove politične razmere so prinesle velike spremembe tudi na področju turizma. Vodilno portoroško podjetje, ki je imelo v lasti hotel Palace, tj. družba Portorose, je leta 1911 svoj sedež iz Trsta prenesla na Dunaj. Lastništvo družbe je leta 1919 iz avstrijsko-nemških rok prešlo v last italijanske ladjarske družine Cosulich. Podjetna družina bratov Cosulich, je začela ponovni zagon turizma v Portorožu z velikopoteznimi načrti. Čeprav so sprva vsi portoroški hoteli poslovali z izgubo, so Cosulichi kmalu odkupili tudi hotel Riviera. Tako so skupaj s hotelom Palace in vilo San Lorenzo upravljali z večino nastavitvenih objektov v kraju. Po I. svetovni vojni je število obiskovalcev iz Srednje Evrope, ki so nekdaj zasedali večino portoroških turističnih zmogljivosti, začelo hitro upadati. Struktura gostov se je zelo spremenila. Večina gostov v Portorožu je bila Italijanov, drugi pa so bili predvsem gosti iz zahodnoevropskih držav. Italijanska država je spodbujala državljane k obisku novo pridobljenih ozemelj tudi s popusti za prevoze z železnico (do 50 %). Uvedli so tudi avtobusne proge iz Trsta ter zgradili nove cestne povezave. Večji poudarek je bil tudi na promociji kraja. Kljub vsem vloženim naporom so bili rezultati skromni. Konkurenca drugih velikih, slovečih in že uveljavljenih obmorskih turističnih centrov je bila premočna. Tako je leta 1939 Portorož obiskalo pol manj gostov kot leta 1913.

### Portoroška letalska družba in pilotska šola[14]
Da bi obudili zanimanje gostov za obisk Portoroža in njegovih term, je znana tržaška ladjarska rodbina Cosulich leta 1921 kupila odsluženo izvidniško vodno letalo proizvajalca FBA in ga namenila za panoramske vožnje svojih gostov. Zaradi velikega takratnega zanimanja za polete in možnosti hitrega prevoza potnikov v različne kraje, so se temu letalu kmalu pridružila še druga, predvsem lastne proizvodnje CANT. Iz tega se je v Portorožu razvila podružnica tržaške družbe za letalske storitve S.I.S.A. (Società Italiana Servizi Aerei), katere hangarji in upravno poslopje so bili na obali v Portorožu, na Fizinah, med skladišči soli in Bernardinom. Ta je kmalu uvedla čarterske linije hidroavionov med Portorožem, Reko, Opatijo, Pulo, Benetkami, Torinom in Ancono, si pridobila tudi koncesijo za celotno šolanje pilotov hidroavionov in obnavljanje znanja vojaških in civilnih pilotov, znotraj tržaške ladjedelnice pa ustanovila delavnice za proizvodnjo in vzdrževanje letal. Glavni portoroški pilot in vodja pilotske šole je bil Ivan Vidmar (Gianni Widmer ali Johann Widmer) iz Trsta. Z družino je stanoval v bližnji hiši družine Predonzani, v kateri je dolgo bil center za gluhonemo mladino Portorož. V letih 1925 in 1926 so bile v hidroplanskem centru Portorož postavljene stavbe za tehnično upravo in prodajo vozovnic, trinadstropna stavba za pilote, kopensko osebje ter stanovanja za pilote, zgrajen je bil hangar za letala, mehanična delavnica za popravila letalskih motorjev, mizarska delavnica za popravila lesenih delov letal, navoz za spuščanje letal v morje ter privezi za čolne. Navedene dejavnosti so v Portorožu opravljali vse do konca leta 1943, ko je objekte prevzela nemška vojska. Iz nepojasnjenih razlogov naj bi Nemci veliki hangar sami razstrelili 7. septembra 1944.

## Turizem po drugi svetovni vojni
Svetovna vojna je spet prekinila turistični promet in s tem razvoj Portoroža z zaledjem. Tokrat je prekinitev zaradi političnih in gospodarskih razlogov trajala skoraj četrt stoletja. Politični razlogi so bili povezani z razdelitvijo ozemlja med Italijo in Jugoslavijo, gospodarski pa z dejstvom, da je bila večina turistične infrastrukture v vojni uničena ali poškodovana in tako neprimerna  za turizem. Šele po priključitvi cone B Jugoslaviji, so leta 1954 začeli načrtovati ponoven razvoj turizma. O ponovnem vzponu Portoroža lahko govorimo šele po letu 1960, in sicer z obnovo in  graditvijo nove turistične infrastrukture. V letih 1970-1980 so bili zgrajeni hotelski kompleksi (Bernardin, Emona, Metropol, novi hoteli Palace), večinoma po načrtih arhitekta Eda Mihevca, tudi igralnica, marina v Luciji ter letališče v Sečovljah. Število turističnih prenočitev, ki jih je bilo leta 1960 le 248.000, (od teh 44 % tujih gostov), se je leta 1980 povečalo na 1.254.000 (65 % tujih gostov) in  1986 na 1.452.000 (74 % tujih gostov). Po nazadovanju turističnega prometa v drugi polovici osemdesetih let je bilo leta 1991 v Portorožu zgolj 501.000 prenočitev, nato pa se je obisk spet povečeval.
- Središče Portoroža
- Hotel Kempinski Palace Portorož
- Grand hotel Metropol

## Terme Portorož
Nove Terme Portorož, kot jih poznamo danes, so bile zgrajene leta 1985, kot del kompleksa Talasoterapija Portorož, ki je povezan s štirimi hoteli. Gre za nadgradnjo zdraviliške tradicije, že v 19. stoletju so namreč uporabljali solinsko blato in slavnico za zdravljenje nekaterih bolezni. Pred otvoritvijo novega zdravilišča so terme delovale v zgodovinskem hotelu Palace, danes Kempinski Palace Portorož. 
Zajem termalne vode, zaradi popestritve zimske turistične sezone je bila dolgoletna želja portoroških turističnih delavcev, zato so v letu 1989 na morju in obali med Portorožem in Lucijo izvedli geofizikalne raziskave, s katerimi so ugotovili najbolj primerna mesta za vrtine. Leta 1994 so izvrtali dve, 705 m globoko vrtino HV-1 za hotelom Palace in drugo, 801 globoko vrtino LU-1 v Luciji, vendar se uporablja zgolj prva. Termalno mineralna voda s temperaturo 22 °C se uporablja za polnjenje bazenov, vendar se jo zaradi specifične in za uporabo zelo zahtevne kemične sestave v kotlovnici dogreva in meša z morsko vodo.

## Promet

### Avtobusne povezave
V Portorožu se nahaja avtobusno postajališče, lokalna avtobusna postaja (tudi za Piran) je v Luciji. Od tam vozijo avtobusi, ki v mestnem prometu redno povezujejo Portorož s Lucijo, Piranom in Strunjanom, v lokalnem pa tudi z Izolo in Koprom. S postaje v Luciji so urejeni občasni avtobusni prevozi do Bolnišnice Izola in v nekatere vasi oz. naselja v Šavrinskem gričevju oz. v zaledju Slovenske Istre.

S Piranom in Lucijo je bil Portorož v letih 1909-1912 povezan s trolejbusom (filobusom), ki ga v letih od 1912 do 1953 zamenjal tramvaj. 
Portorož je imel svojo železniško postajo na ozkotirni železnici Parenzani, ki je povezovala Trst in Poreč.